# Пугачёва, Наталья Васильевна
Наталья Васильевна Пугачева (род. 26 октября 1953, Завитинск, Амурская область) — российский политический деятель, депутат Государственной Думы ФС РФ пятого созывов (2007—2011).

## Биография
В 1972 году окончила Благовещенский сельхозтехникум. В 1980 году окончила Благовещенский сельскохозяйственный институт (специалист по бухгалтерскому учёту). В 2003 году окончила Российскую академию государственной службы при Президенте РФ.
Работала главным бухгалтером совхоза «Желтояровский». В 1987 году — секретарь парторганизации совхоза «Желтояровский». В 1990 году была избрана председателем Желтояровского сельсовета.
С 1991 по 2001 год — директор сельскохозяйственного ООО «Нива». В 2001 году избиралась депутатом Совета народных депутатов Амурской области третьего созыва. В 2005 году избиралась депутатом Совета народных депутатов Амурской области четвёртого созыва.

### Депутат госдумы
В 2007 году была избрана депутатом Государственной Думы ФС РФ пятого созыва в составе федерального списка кандидатов, выдвинутого Всероссийской политической партией «Единая Россия». Член фракции «Единая Россия». Член Комитета ГД по бюджету и налогам. В числе инициаторов 26 законопроектов.